# Marte Harell
Marte Harell, född 4 januari 1907 i Wien, Österrike-Ungern, död 12 mars 1996 i Wien, Österrike, var en österrikisk skådespelare. 
Efter studier i sång, musik och dramatik var Harell engagerad vid Theater in der Josefstadt i Wien, Kammerspiele i München och Deutsches Theater i Berlin. 1939 övergick hon till filmen och slog igenom med debutfilmen Förbjudna fruar. Hon hade senare stora framgångar i en rad typiska Wienfilmer såsom Muntra kyparna i Wien, Rosor i Tyrolen, Kvinnor är inga änglar, Sången om Wien och Läderlappen.
Hon gjorde sin sista filmroll 1981.
Hon var gift med regissören Karl Hartl.

## Filmografi, urval
- 1939 – Förbjudna fruar
- 1940 – Muntra kyparna i Wien
- 1940 – Rosor i Tyrolen
- 1941 – Gäckande bruden
- 1943 – Kvinnor är inga änglar
- 1944 – Sången om Wien
- 1946 – Läderlappen (1946)
- 1950 – Hjärtan i landsflykt
- 1955 – Wien dansar och ler (1955)
- 1981 – Der Bockerer